# HD 202259
HD 202259 è una stella gigante rossa di magnitudine 6,39 situata nella costellazione dell'Aquario. Dista 685 anni luce dal sistema solare.

## Osservazione
Si tratta di una stella situata nell'emisfero celeste boreale, ma molto in prossimità dell'equatore celeste; ciò comporta che possa essere osservata da tutte le regioni abitate della Terra senza alcuna difficoltà e che sia invisibile soltanto nelle aree più interne del continente antartico. Nell'emisfero nord invece appare circumpolare solo molto oltre il circolo polare artico. Essendo di magnitudine pari a 6,4, non è osservabile ad occhio nudo; per poterla scorgere è sufficiente comunque anche un binocolo di piccole dimensioni, a patto di avere a disposizione un cielo buio.
Il periodo migliore per la sua osservazione nel cielo serale ricade nei mesi compresi fra fine agosto e dicembre; da entrambi gli emisferi il periodo di visibilità rimane indicativamente lo stesso, grazie alla posizione della stella non lontana dall'equatore celeste.

## Caratteristiche fisiche
La stella è una gigante rossa di tipo spettrale M1III, che si colloca nel ramo asintotico delle giganti del diagramma H-R, e come molte stelle in questo stadio evolutivo è una sospetta variabile. Possiede una magnitudine assoluta di -0,22 e la sua velocità radiale negativa indica che la stella si sta avvicinando al sistema solare.